# Asediul Ierusalimului (1099)
Acest articol se referă la asediul din 1099 din timpul primei cruciade.  Pentru alte sensuri, vedeți Asediul Ierusalimului (dezambiguizare).
Asediul Ierusalimului a avut loc între 7 iunie – 15 iulie 1099, în timpul primei cruciade.

## Contextul general
După cucerierea Antiohiei în 1098, cruciații au rămas în zonă pentru restul anului. Legatul papal Adhemar de Le Puy murise, iar Bohemund de Taranto ceruse și căpătase Antiohia pentru sine. Balduin de Boulogne rămăsese în Edessa, cucerită mai devreme, în 1098. printre nobilii cavaleri erau neînțelegeri asupra următoarei mișcări care trebuia întreprinsă. Raymond de Toulouse, nemulțumit, a părăsit Antiohia pentru a cuceri fortăreața Ma'arrat al-Numan. Pe la sfârșitul anului, cavalerii și soldații de rând au amenințat că vor pleca spre Ierusalim fără conducătorii lor.

## Asediul orașului Arqa

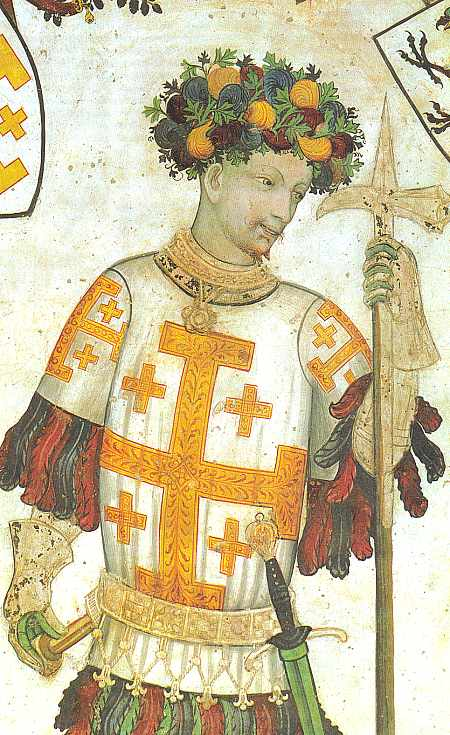

La sfârșitul lunii decembrie ori poate la începutul lui ianuarie, Robert de Normandia și nepotul lui Bohemund, Tancred au acceptat să devină vasalii lui Raymond, care era suficient de bogat să le plătească serviciile. Godfrey de Bouillon, care revenise acum din teritoriul fratelui său din Edessa, a refuzat să devină la rândul lui vasal al lui Raymond. Pe 5 ianuarie, Raymond a dărâmat zidurile fortăreței Ma'arrat, iar pe 13 ianuarie a început să meargă spre sud, desculț și îmbrăcat în haine sărăcăcioase de pelerin, urmat de Robert și Tancred. Îndreptându-se spre sud pe coasta Mediteranei, au întâmpinat o rezistență redusă, conducătorii musulmani locali preferând să facă pace și să le ofere provizii cruciaților decât să lupte. Se pare că musulmanii suniți locali au preferat probabil să fie sub controlul curuciaților creștini decât sub controlul șiiților fatimizi. 
Raymond a plănuit să cucerească orașul Tripoli pentru sine și să formeze un stat cruciat de tipul celui din Antiohia lui Bohemund. Pentru început, Raymond a asediat orașul Arqa. Înte timp, Godfrey și Robert de Flandra, care refuzase la rândul lui să devină vasalul lui Raymond, i s-a alăturat cu cavalerii lor lui Raymond la Latakia și au mărșaluit către sud în februarie. Bohemund a mers alături de ei o vreme, după care s-a reîntors rapid la Antiohia. În acel moment, Tancred l-a părăsit pe Raymond și i s-a alăturat lui Godfrey din motive necunoscute. O altă forță separată, deși legată de cea a lui Godfrey, a fost condusă de Gaston al IV-lea de Béarn. 
Godfrey, Robert, Tancred și Gaston au părăsit Arqa în martie, dar asediul a continuat. Situația nu era tensionată doar printre conducători, dar și printre clerici. De la moartea lui Adhemar nu mai exista un adevărat lider religios, și încă de la descoperirea Sfintei Sulițe de căre Pierre Bartholomeo în Antiohia au apărut acuzații de fraudă printre diferitele facțiuni religioase. Până la cele din urmă, călugărul Pierre a fost provocat la o încercare a focului. Călugărul a acceptat, dar a suferit arsuri foarte grave și a murit după o lungă agonie, discreditând astfel Sulița Sfântă și îndepărtând una dintre ultimele piedici din calea lui Raymond spre cucerirea autorității supreme în fața cruciaților.

## Asediul Ierusalimului

### Sosirea în Orașul Sfânt

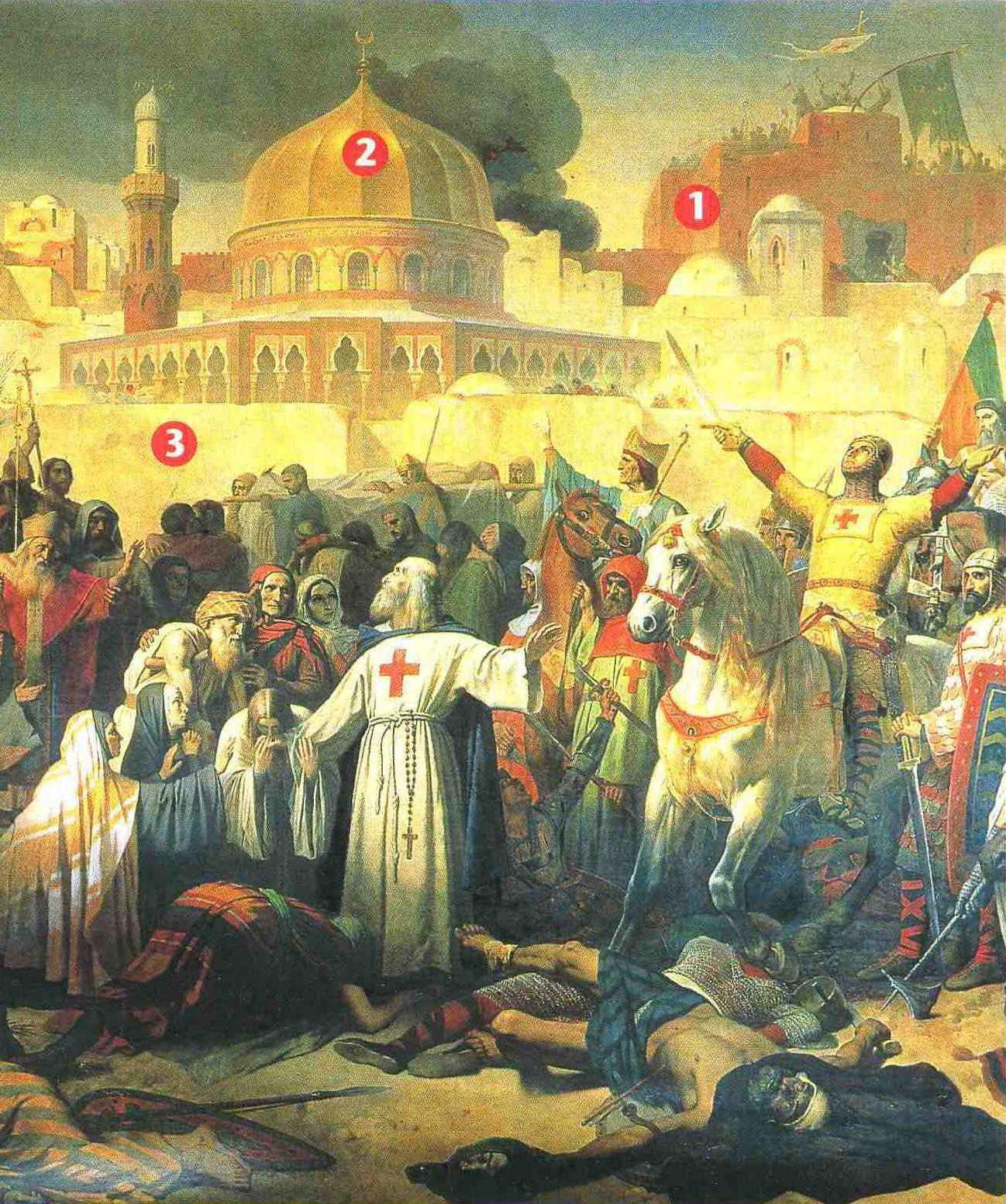

Asediul orașului Arqa a durat până pe 13 mai, când cruciații au plecat fără să câștige nimic. Fatimizii au încercat să facă pace, cu condiția ca luptătorii cruciați să nu continue marșul spre sud, spre Ierusalim. Inițiativele egiptenilor nu au fost luate în seamă de cruciați. Iftikhar ad-Dawla, guvernatorul fatimid al Ierusalimului părea că nu înțelege care sunt intențiile cruciaților. Pe data de 13 mai, guvernatorul orașului Tripoli le-a dat în dar luptătorilor creștini bani și cai. În conformitate cu cele relatate de cronica anonimă Gesta Francorum, acest guvernator a jurat și că se va converti la creștinism dacă luptătorii creștini reușesc să cucerească Ierusalimul de la dușmanii fatimizi. În drumul lor spre sud de-a lungul coastei, cruciații au trecut pe lângă Beirut, Tyr și s-au îndreptat în interiorul teritoriului spre Jaffa și au ajuns la Ramlah pe 3 iunie, orașul fiind abandonat în acel moment de locuitorii săi. Aici, mai înainte ca luptătorii cruciați să-și continue drumul spre Ierusalim, a fost înființată episcopia de Ramlah-Lydda la biserica Sfântului Gheorghe (un sfânt preferat al cruciaților). Pe 6 iunie, Godfrey i-a trimis pe Tancred și Gaston să cucerească Betleemul. După cucerirea orașului, Tancred și-a ridicat stindardul pe Biserica Nașterii Domnului. Pe 7 iunie, cruciații au ajuns în fața porților Ierusalimului. Mulți soldați-pelerini au izbucnit în lacrimi în fața orașului pentru care străbătuseră un drum atât de lung și greu. 
Ca și în cazul Antiohiei, cruciații au organizat asediul orașului, în timpul căruia asediatorii au suferit mai mult decât asediații, dat fiind că lipseau apa și alimentele din zona înconjurătoare. Ierusalimul era bine pregătit pentru respingerea unui asediu, iar guvernatorul fatimid Iftikar ad-Daula expulzase din oraș majoritatea creștinilor. Dintre cei aproximativ 7.000 de cavaleri care luaseră parte la Cruciada Principilor, în fața zidurilor Orașului Sfânt mai ajunseseră doar aproximativ 1.500. Alături de ei se mai aflau cam 12.000 de pedestrași din cei cam 20.000 de oameni care începuseră pelerinajul. Godfrey, Robert de Flandra și Robert de Normandia au asediat zona începând de la zidurile nordice până la Turnul lui David, în vreme ce Raymond și-a așezat tabăra pe partea de vest a fortificațiilor, având în grijă zona de la Turnul lui David până la Muntele Sion. Asaltul direct asupra zidurilor cetății de pe 13 iunie a fost un eșec. Fără apă și alimente, atât oamenii cât și animalele aveau să moară rapid de sete și foame și asediatorii știau că timpul nu este de partea lor. Din fericire, la scurtă vreme după primul asalt, în portul Jaffa au ancorat mai multe corăbii creștine, iar cruciații au făcut rost de ceva provizii, care le-ar fi ajuns pentru puțin timp. Cruciații începuseră să aducă bușteni din Samaria pentru construirea unor mașini de asediu. În scurtă vreme, pe la sfârșitul lunii iunie, cruciații au rămas din nou fără alimente și apă, cam în același timp apărând vești despre deplasarea unei armate fatimide dinspre Egipt spre Ierusalim.

### Procesiunea cruciaților desculți
În fața unei sarcini aparent imposibil de dus la bun sfârșit, moralul cruciaților a crescut când un călugăr a pretins că a avut o viziune divină în care spiritul lui Adhemar i-ar fi sfătuit pe cruciați să postească trei zile după care să pornească desculți într-o procesiune religioasă în jurul zidurilor orașului, după care Ierusalimul ar fi urmat să fie cucerit în nouă zile, conform exemplului biblic al lui Joshua în timpul asediului Ierihonului. Deși cruciații sufereau deja de foame, ei au postit totuși, iar pe 8 iulie au pornit în procesiune, în timpul căreia preoții suflau în trompete și cântau psalmi, fiind ținta glumelor apărătorilor musulmani ai Ierusalimului. Procesiunea s-a oprit pe Muntele Măslinilor și au fost ținute predici de mai mulți călugări printre care și Pierre l’Ermite.

### Asaltul final și masacrul

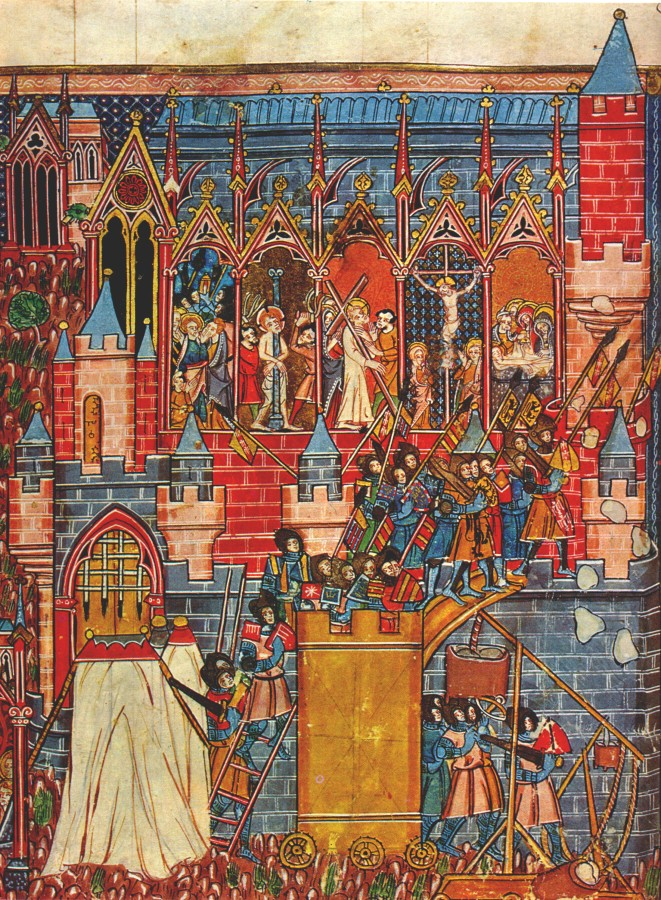

În tot timpul asediului, cruciații au încercat de mai multe ori să ia cu asalt zidurile fortificațiilor, dar au fost respinși. Trupele genoveze, conduse de Guglielmo Embriaco, demontaseră deja corăbiile cu care sosiseră în portul Iaffa, folosind lemnul obținut pentru construirea unor turnuri de asediu. Turnurile de asalt au fost împinse până spre zidurile orașului în noaptea de 14 iulie spre marea suprindere a apărătorilor. În dimineața zilei de 15 iulie, turnul lui Godfrey a atins secțiunea zidului care-i fusese repartizată lângă poarta de nord-est și, în conformitate cu însemnările din Gesta, doi cavaleri flamanzi din Tournai (Lethalde și Engelbert) au fost primii care au intrat în oraș, urmați fiind de Godfrey, de fratele lui Eustace, de Tancred și de oamenii lor. Turnul lui Raymond a fost oprit din înaintare pentru o vreme de un șanț întâlnit în cale, dar între timp cruciații erau deja în oraș. 
După ce creștinii au năvălit peste zidurile exterioare și au intrat în oraș, aproape toți locuitorii au fost uciși în acea după-amiază, în noaptea care a urmat și a doua zi dimineața. Musulamnii, evreii și chiar câțiva creștinii care mai erau în oraș au fost masacrați fără nicio deosebire. Mulți musulmani s-au refugiat în Moscheea Al-Aqsa, unde, în conformitate cu o însemnare din Gesta, "...măcelul a fost așa de mare, că oamenii noștri se bălăceau în sânge până la glezne..." După cum scria Raymond de Aguilers "...oamenii călăreau în sânge până la genunchi și la brida frâielor." Tancred a cerut ca pradă de război cartierul templului și a oferit aici protecție celor câțiva musulmani de aici, dar nu a putut împiedica uciderea lor de camarazii săi de arme. Guvernatorul fatimid Iftikar ad-Daula s-a retras în Turnul lui David, pe care la predat însă în scurtă vreme lui Raymond în schimbul permisiunii de liberă trecere spre Ascalon pentru el și cei câțiva oșteni care-l urmaseră. 
Gesta Francorum afirmă că în Ierusalim au scăpat cu viață câțiva locuitori. Autorul anonim a scis "Când păgânii au înfrânți, oamenii noștri au pus mâna pe mulți dintre ei, atât bărbați cât și femei, ori ucigându-i ori ținându-i prizonieri, după cum au dorit." Arhivat în 14 august 2014, la Wayback Machine. Același autor mai aduce următoarea mărturie: "[Conducătorii noștri] au ordonat de asemenea ca toți sarazinii morți să fie aruncați afară datorită duhorii grele, de timp ce întreg orașul era plin de cadavrele lor; și astfel sarazinii vii au târât morții în fața porților de ieșire și i-au aranjat în stive de parcă erau case. Nimeni nu a văzut sau auzit de un asemenea măcel al păgânilor, pentru rugurile funerare fiind făcute piramide din trupurile lor și nimeni nu știe numărul lor cu excepția lui Dumnezeu."  Arhivat în 14 august 2014, la Wayback Machine.

## Urmări
După masacru, Godfrey de Bouillon a fost numit Advocatus Sancti Sepulchri (Protector al Sfântului Mormânt) pe 22 iulie, el refuzând să fie încoronat rege în orașul în care Cristos a purtat cununa de spini. Raymond a refuzat să primească vreun titlu, iar Godfrey l-a convins să renunțe și la Turnul lui David. Raymond a plecat în pelerinaj și, în absența sa, Arnulf de Chocques, contracandidatul lui Pierre Bartholomeo susținut de Raymond, a fost ales primul Patriarh latin al Ierusalimului pe 1 august. Revendicarea înaltei funcțiii de către Patriarhul ortodox nu a fost luată în seamă. Pe 5 august, Arnulf, după ce s-a sfătuit cu locuitorii supraviețuitori ai orașului, a descoperit Crucea pe care a fost crucificat Mântuitorul. 
Pe 12 august, Godfrey a condus o armată, (soldații din avangardă purtând Crucea), împotriva trupelor fatimide, pe care le-a învins în bătălia de la Ascalon. După această victorie, majoritatea cruciaților au considerat că și-au respectat jurământul și sute de cavaleri și soldați de rând s-au reintors la casele lor. Această victorie a permis creștinilor să fondeze Regatul Latin al Ierusalimului.
Asediul Ierusalimului s-a transformat rapid în legendă, iar în secolul al XII-lea a devenit subiect al 
Chanson de Jérusalem, unul dintre cele mai importante chanson de geste din Ciclul cruciadei.